# زنجبیل شامی
زنجبیل شامی، راسن (نام علمی: Inula helenium) نام یک گونه از تیره کاسنیان است.